# Jan Karel van den Broek
Pour les articles homonymes, voir Vandenbroek.
Jan Karel van den Broek (4 avril 1814 – 23 mai 1865) est un médecin néerlandais qui enseigna la médecine, la chimie et la photographie à Nagasaki au Japon.

## Biographie
Jan Karel van den Broek est né à Herwijnen aux Pays-Bas pendant les derniers jours de la domination française. Après avoir étudié la médecine à Rotterdam, il commença à exercer à Arnhem. Il devint dès lors un membre actif de la Société de médecine Tot nut en vergenoegen (« pour le bénéfice et le plaisir »). Il fit beaucoup de conférences devant les membres de la société et donna des cours au public. En 1852, il surprit ses amis en annonçant son départ pour les Indes orientales néerlandaises (Indonésie). Juste avant de partir, il reçut un doctorat honoris causa de la part de l'université de Groningue pour ses recherches portant sur l'oreille humaine. Aux Indes, il travailla pendant un temps comme médecin à Cirebon sur l'île de Java, avant d'être nommé à Dejima au Japon, où il arriva le 1er août 1853.
Bientôt, l'aide de Van den Broek fut sollicitée dans divers domaines techniques plus que dans son domaine de prédilection qu'était la médecine. Il aida les Japonais à construire des fonderies, des fours à réverbère, des navires, des machines à vapeur. Il aida aussi à fabriquer de l'acide sulfurique et d'autres produits chimiques. En décembre 1854, il commença à travailler sur la réalisation d'un dictionnaire néerlandais-japonais ce qui l'occupa jusqu'à la fin de sa vie. En 1856, à la demande des autorités japonaises, il enseigna la photographie, parmi ses étudiants se trouvaient Shumpei Furukawa et Keisai Yoshio.
En 1857, il fut renvoyé à Batavia par le directeur de Dejima, Janus Henricus Donker Curtius, qui n'appréciait pas le médecin. Van den Broek rentra aux Pays-Bas en 1859 et réussit à laver son nom des accusations de Donker Curtius. Il mourut à Apeldoorn le 23 mai 1865 à l'âge de 51 ans.
Ses travaux, tels que son projet de dictionnaire néerlandais-japonais, sont conservés à la bibliothèque municipale d'Arhem. Sa correspondance officielle se trouve aux archives nationales à La Haye.